# Südostdeutsche Forschungsgemeinschaft
Die Südostdeutsche Forschungsgemeinschaft (SODFG) war eine wichtige Institution der Ostforschung. Sie wurde 1931 in Wien gegründet und war eine Teilorganisation der Volksdeutschen Forschungsgemeinschaften (VFG). Diese stützte sich vor allem auf drei regionale Institute, die jeweils auf einen Abschnitt des „Grenzraumes“ spezialisiert waren:
Die SODFG ist 1931 mit der Aufgabe entstanden, die Erforschung der landes- und volksgeschichtlichen und landes- und volkskundlichen Fragen in den südostdeutschen Grenzlanden zu fördern und die Vertreter der beteiligten Fächer mit Vertretern der betreffenden Volksgruppen und der an Volkstumsfragen interessierten Reichsbehörden zusammenzubringen. Die Forschungsgemeinschaft war geprägt durch nationalkonservative und völkische Geschichts- und Politikvorstellungen. Geleitet wurde sie von dem österreichischen Historiker Otto Brunner. Ziel der Forschungsgemeinschaft war die wissenschaftliche Fundierung deutscher Politikkonzeptionen im Südosten des Deutschen Reiches. Hierzu übersetzte sie fremdsprachige Fachliteratur sowie Karten und Statistiken zu den Bevölkerungsverhältnissen in Südostmitteleuropa und erstellte eigene Studien und Denkschriften.

## Bekannte Mitarbeiter
- Otto Brunner (Historiker)
- Hugo Hassinger
- Hans_Hirsch_(Historiker)
- Alfred Karasek
- Wilfried Krallert